# Rugby Reggio 2016-2017

## Eccellenza 2016-17

### Stagione regolare
| Incontro                   | Andata | Ritorno |
| -------------------------- | ------ | ------- |
| Reggio Emilia — Rovigo     | 13-25  | 26-50   |
| Mogliano — Reggio Emilia   | 29-27  | 22-11   |
| Reggio Emilia — Fiamme Oro | 17-16  | 10-13   |
| Viadana — Reggio Emilia    | 36-29  | 13-15   |
| Reggio Emilia — San Donà   | 20-0   | 15-20   |
| Reggio Emilia — Petrarca   | 7-29   | 7-77    |
| S.S. Lazio — Reggio Emilia | 29-30  | 29-26   |
| Reggio Emilia — Calvisano  | 7-29   | 15-20   |
| Lyons — Reggio Emilia      | 16-26  | 0-22    |

#### Risultati della stagione regolare
| Posizione | G  | V | N | P  | PF  | PS  | DP   | B  | Pt |
| --------- | -- | - | - | -- | --- | --- | ---- | -- | -- |
| 7ª        | 18 | 6 | 0 | 12 | 323 | 453 | -130 | 10 | 34 |

## Trofeo Eccellenza 2016-17

### Prima fase
| Incontro                   | Risultato |
| -------------------------- | --------- |
| Reggio Emilia — Fiamme Oro | 9-16      |
| S.S. Lazio — Reggio Emilia | 36-24     |

#### Risultati della prima fase
| Posizione | G | V | N | P | PF | PS | DP  | B | Pt |
| --------- | - | - | - | - | -- | -- | --- | - | -- |
| 3ª        | 2 | 0 | 0 | 2 | 31 | 51 | -20 | 1 | 1  |